# Vlag van Seoel

Vlag van Seoel

Vorige vlag, gebruikt van 1 april 1947 tot 28 oktober 1996.

De vlag van Seoel bestaat uit een witte achtergrond waarop het provincielogo is afgebeeld. De vlag is in huidige vorm sinds 28 oktober 1996 in gebruik. Het logo bestaat uit de Koreaanse letters (Seoel), bergen, zon en de rivier de Han Gang, en symboliseert in het algemeen het uiterlijk van een man in een vrolijke bui. Het symboliseert dus de kanteling van Seoul naar een mensgerichte stad. In de context van natuur, mens en stad staat de groene berg voor liefde voor het milieu, de blauwe rivier de Han Gang voor geschiedenis en vitaliteit en de zon in het midden voor toekomst en visie. Het embleem is ontworpen op basis van de nationale wortels, zodat het het symbool kan worden van de opening van vandaag en morgen van Seoel. Het basisidee voor het ontwerp komt van "Mokmyokchodon" van "Kyomjae" Chongson en "Mudong (dansende jongen)" van "Tanwon" Kim Hong-do.
De vorige vlag van Seoel, gebruikt van 1 april 1947 tot 28 oktober 1996. Het oude embleem werd gekozen via een prijsvraag om de hernoeming van Seoel "Seoul Vrij Speciale Stad" op 28 september 1946 te herdenken, en werd gebruikt sinds 1 april 1947 totdat het werd vervangen door het nieuwe embleem. De cirkel in het midden van het embleem staat voor de straat en het achthoekige symbool staat voor de acht bergen die Seoel omringen: Namsan, Ansan, Inwangsan, Bugaksan, Naksan, Muhagbong, Wausan, Ungbong.